# Real Astillero de La Habana
El Real Astillero de La Habana o Real Arsenal de La Habana tuvo un papel destacado en la construcción naval española del siglo XVIII. En total, durante este siglo se construyeron en La Habana setenta y cuatro navíos de guerra.
Tal fue la importancia de este astillero que se construyeron allí la mitad de los catorce navíos de tres puentes y más de 100 cañones botados durante el siglo, siendo, de los tres grandes astilleros españoles del siglo XVIII —el Real Astillero de Guarnizo, los Reales Astilleros de Esteiro (en Ferrol) y el astillero de La Habana— este él que más navíos entregó a la Armada Española durante esta época, al final de la cual alcanzó su «máximo esplendor» en 1794, fecha en que contaba con setenta y seis navíos de línea y cincuenta y una fragatas, número que en 1805 se había reducido a cincuenta y cuatro navíos y treinta y siete fragatas.
De 1715 a 1759 la tercera parte de la producción española de barcos era del astillero de La Habana. En 1735, su ampliación, en el mismo puerto, supuso un incremento de capacidad de construcción.

## Historia
Tuvo un papel menor respecto a la Armada de Barlovento, pero es con la llegada de Juan de Acosta, considerada «una de las figuras más destacadas de la construcción naval española», en 1717 como alférez de la Compañía de Gente de Mar y nombrado capitán de la Maestranza del Arsenal en 1722 que La Habana empieza a destacar como astillero. Supervisará, entre 1724 y 1740, la construcción de veinte y tres embarcaciones, incluyendo los navíos San Juan y San Lorenzo y, entre 1732 y 1736, la construcción de los navíos África (San José), Europa (Nuestra Señora del Pilar), Asia (Nuestra Señora de Loreto, 1735) y América (Nuestra Señora de Belén). Después, con la disolución de la Armada de Barlovento 1748, la base naval de Veracruz fue trasladada a La Habana.
Entre 1728 y 1737, del total de treinta y nueve navíos de guerra construidos por España, catorce fueron construidos en La Habana. Acosta es apartado de sus funciones en 1740 para dejar la construcción de navíos en La Habana en manos de la Real Compañía de La Habana, la cual, hasta 1751, construye allí trece navíos, incluyendo los dos primeros navíos de ochenta cañones construidos en La Habana, Real Fénix (San Alejandro) y Rayo (San Pedro).
La producción total entre 1765 y 1789 llegó a sesenta y dos barcos, entre ellos 19 navíos de línea, cinco de los cuales eran de primera clase, es decir, con más de 100 cañones —Santísima Trinidad, Mejicano (San Hipólito), Conde de Regla, Real Carlos, San Hermenegildo— y quince fragatas.
Por otra parte, tras una estancia en el Arsenal de la Carraca (Cádiz) el constructor irlandés Matthew (Mateo) Mullan se traslada a La Habana en 1766, donde construye, en 1769, y según el sistema «a la inglesa» de Jorge Juan, el navío Santísima Trinidad.
El último navío de línea construido en el Real Astillero de La Habana fue el Príncipe de Asturias (Los Santos Reyes) en 1793-4.